# Johannes Brahms
Johannes Brahms (Hamburg, 7. svibnja 1833. – Beč, 3. travnja 1897.), njemački skladatelj, pijanist i dirigent.
Sin kontrabasista i krojačice, koji su u Hamburgu uspjeli osigurati prosperitetan život. Nakon što je započeo karijeru u Hamburgu i Düsseldorfu, od 1863. godine živi i djeluje u Beču. Postigao je veliku slavu kao skladatelj u tradiciji klasične glazbe, koji je podosta motiva uzimao iz narodne glazbe Mađarske i sjeverne Njemačke. Do danas je vrlo izvođen, te mnoge njegove teme predstavljaju općepoznata mjesta u glazbenoj kulturi zapadnog svijeta.

## Život i djelo
Nakon što je primio poduku iz violine i violončela, Brahms od 1842. do 1848. polazi poduku iz klavira i komponiranja kod pijaniste i kompozitora Eduarda Marxsena (1806–1887).  Marxen je bio dobar poznavatelj i poklonih rada Mozarta i Haydna, te osobni poznanik Beethovena i Schuberta, te je Brahmsa uveo u glazbenu tradiciju tih glazbenih velikana. 1849. godine objavljuje prve kompozicije, pod pseudonimom "G.W. Marks". Većinu je skladbi iz početnog razdoblja Brahms poslije uništio, a najranija djela koja je ostavio i priznao nastala su 1851. godine: Scherzo Op. 4 i pjesma Heimkehr Op. 7 no. 6).
Godine 1850. upoznaje se s Mađarskom glazbom: violinist Ede Reményi (1828. – 1898.) ga upoznaje s čardašem, koji će u budućnosti izvoditi i sam Brahms, prateći na pijanu Reményjeve javne nastupe. 
1853. Reményi predstavlja 20-godišnjeg Brahmsa mađarskom violinistu i skladatelju Józsefu Joachimu (1831. – 1907.), s kojim će Brahms poslije blisko surađivati čitav život. Iste godine upoznaje slavnog skladatelja Roberta Schumanna (1810. – 1856.), koji potom u časopisu Neue Zeitschrift für Musik predstavlja Brahmsa kao mladog izuzetno nadarenog skladatelja. Brahms uvelike pomaže Robertu i njegovoj ženi Clari Schumann  (1819. – 1896.) u zadnjim godinama Schumannova života: nastanio se u njihovom gradu Düsseldorfu i pomagao u raznim stvarima. I nakon smrti R. Schumanna, nastavio je doživotno prijateljstvo s Clarom Schumann – također skladateljicom i jednom od najslavnijih pijanistica romantizma – s kojom je izgleda bio u platonskom odnosu; u svakom je slučaju ona za njega predstavljala idealnu žensku figuru. Clara je znatno pomogla Brahmsovoj karijeri, svirajući njegova djela na svojim koncertima.
Krajem 1862. godine Brahms po prvi put dolazi u Beč, gdje se brzo upoznaje s mnogim istaknutim glazbenicima, među kojima su bili Joseph Hellmesberger, predstojnik studija violine na Bečkom konzervatoriju, te Julius Epstein,  predstojnik studija glasovira na istom konzervatoriju. Već u siječnju 1863. godine dobiva namještenje kao dirigent Vienna Singakademie. Brahms uspješno radi kao dirigent i skladatelj, a od 1872. do 1875. direktor je koncerata u bečkom Gesellschaft der Musikfreunde. Visoko je cijenjen te dobiva razna glazbena priznanja i državna odlikovanja, a član je i povjerenstava koji ocjenjuju i nagrađuju druge glazbenike. Približno od 1876. godine svjetski je slavan: jedan od naslavnijih skladatelja svojega vremena.
Od 1878. godine – dotada uvijek obrijan – Brahms počinje nositi bradu, čime jako mijenja svoju pojavu. 1889. godine pristaje snimiti prvu gramofonsku ploču, tada posve nov i zapravo eksperimentalni način bilježenja zvuka.
1890. godine, u dobi od 57 godina, Brahms počinje razmišljati o prestanku skladanja, jer osjeća da je već dao ono najbolje što je mogao. Ipak do 1896. godine stvara još nekoliko djela; te godine mu biva dijagnosticiran rak jetre. Njegova posljednja javna pojavljivanja bila su u ožujku 1897. godine, kada najprije prisustvuje izvedbi svoje IV. simfonije, a potom izvedbi operete Die Göttin der Vernunft (Božica razuma) svojega dugogodišnjeg prijatelja Johanna Straussa. Umire 3. travnja 1897. godine u dobi od 63 godine.
Brahms nije se ženio, iako je tijekom života prema nekolicini žena gajio ljubav. Nije imao djece. 
Brahmsova glazba polazi od klasičnog i baroknog naslijeđa, ali glazbeni izraz mu je u osnovi romantičarski. U njegovu opusu nalaze se sve glavne instrumentalne i vokalne vrste, izuzevši opere. Često se nadahnjivao narodnom glazbom, a osobito se istaknuo na području komorne glazbe i solo pjesama. Četiri simfonije, dva klavirska koncerta, violinski koncert u D-duru, dvostruki Koncert za violinu i violončelo u a-molu, Njemački rekvijem i brojne solo pjesme samo su dio najvažnijeg Brahmsovog opusa, uz komorna djela te crkvena djela kojima je zaokružio bogato stvaralaštvo.

## Orkestralna djela
- Koncert za klavir i orkestar br.1 u d-molu op.15 (1859.)
- Serenada br.1 u D-duru op.11 (1860.)
- Serenada br.2 u A-duru op.16 (1860.)
- Varijacije na Haydnovu temu u Es-duru op.56a (1874.)
- 21 mađarski ples (za klavir; br.1, br.3 i br.10 je Brahms orkestrirao 1874. i 1876.)
- I. simfonija u c-molu op.68 (1876.)
- II. simfonija u D-duru op.73 (1877.)
- Koncert za violinu i orkestar u D-duru op.77 (1879.)
- Akademska svečana uvertira u c-molu op.80 (1880.)
- Tragična uvertira u d-molu op.81 (1880.)
- Koncert za klavir i orkestar br.2 u B-duru op.83 (1882.)
- III. simfonija u F-duru op.90 (1884.)
- IV. simfonija u e-molu op.98 (1886.)
- Koncert za violončelo i orkestar u a-molu op.102 (1888.)